# Aldik Nova
ALDIK NOVA war ein Tochterunternehmen des litauischen Konzerns UAB Maxima grupė. Das Unternehmen war im polnischen Lebensmitteleinzelhandel mit der Supermarktkette Aldik (Eigenschreibweise: aldik) vertreten.

## Geschichte
Der erste Aldik-Markt wurde im Februar 1991 von zwei Unternehmern in Lublin eröffnet. Durch den Erfolg des ersten Standortes wurden in den Folgejahren weitere Filialen, ab 1997 auch außerhalb Lublins eröffnet. 1996 wurde ein Zentrallager, ebenfalls in Lublin, in Betrieb genommen. Im Sommer 2011 bestanden 24 Filialen in den Woiwodschaften Karpatenvorland und Lublin. Ende Dezember 2011 stimmte die polnische Kartellbehörde UOKiK einer Übernahme Aldiks durch die litauische Maxima-Gruppe zu, die Übernahme konnte im Februar 2012 abgeschlossen werden. Zu diesem Zeitpunkt betrieb Aldik 21 Märkte mit einer Verkaufsfläche von insgesamt 25.000 m² und beschäftigte 700 Mitarbeiter. Das Geschäftsjahr 2016 konnte mit einem Umsatz von 47,5 Millionen Euro abgeschlossen werden. Im Folgejahr betrieb man 30 Standorte, neben der Woiwodschaft Lublin bestanden Filialen ausschließlich in der Woiwodschaft Masowien. Ab Mai 2017 wurde das Filialnetz modernisiert. Nach der Übernahme der Supermarktkette Stokrotka durch die Maxima-Gruppe, entschied man sich den Namen Aldik zu Gunsten Stokrotka aufzugeben und die Filialen nach Juli 2018 umzuflaggen. Der Prozess wurde am 13. September 2018 mit der Umflaggung der ersten Filialen in Lublin eingeleitet und konnte bis Herbst des gleichen Jahres abgeschlossen werden. Bereits zum 31. August 2018 verschmolz das Unternehmen Aldik Nova offiziell auf Stokrotka.